# Charles-Pierre Colardeau
Pour les articles homonymes, voir Colardeau.
Charles-Pierre Colardeau, né le 12 octobre 1732 à Janville et mort le 7 avril 1776 à Paris, paroisse de Saint-Sulpice, est un poète et traducteur français.
Les meilleurs poèmes de Colardeau, l’imitation de la Lettre d’Héloïse à Abailard de Pope, la traduction des deux premières Nuits du poète romantique anglais Edward Young notamment, témoignent de la sensibilité préromantique du XVIIIe siècle. Il a en outre créé le terme « héroïde » pour désigner les lettres en vers imaginaires de personnages célèbres.
La relative minceur de son œuvre doit être attribuée selon les uns à une santé fragile, que confirmerait sa mort à 43 ans, et pour les autres à une paresse proverbiale.

## Biographie
Charles-Pierre Colardeau est le fils de Charles Colardeau, receveur du grenier à sel de Janville et de sa femme Jeanne Regnard. Orphelin à 13 ans, il est élevé par un oncle maternel, l’abbé Regnard, curé de Saint-Salomon de Pithiviers, qui l’envoie achever au collège de Meung-sur-Loire les humanités qu’il avait commencées chez les jésuites d’Orléans. Il monte à Paris faire sa philosophie au collège de Beauvais, sous Dominique-François Rivard, avant de retourner à Pithiviers.
Son oncle le fait entrer comme secrétaire chez un procureur au Parlement de Paris, avec l’intention de le préparer à l’étude du droit et à la profession d’avocat. Il reprend donc le chemin de la capitale, en 1753, mais n’y reste que peu de temps, car sa santé s’étant altérée, il doit retourner à Pithiviers, où il s’adonne à nouveau à son penchant pour la poésie, entreprenant la rédaction de ses tragédies Nicéphore et Astarbé, le sujet de la première ayant été tiré de la Bible et celui de la seconde de l’épisode de Pygmalion dans les Aventures de Télémaque de Fénelon. Pour se faire pardonner de son oncle, il traduit en vers quelques fragments de l’Écriture sainte.
En 1755, le rappel des Parlements lui permet de rentrer à Paris, où il achève sa tragédie d'Astarbé, dont il donne lecture aux Comédiens-Français en juillet 1756. Devant le bon accueil fait à sa pièce, reçue avec les plus grands éloges, il décide de renoncer au droit pour se consacrer uniquement à la carrière littéraire. Astarbé ne sera cependant pas jouée avant 1758, Colardeau ayant remanié sa pièce, terminée dès 1756, mais retardée par l’attentat de Damiens, auquel elle semblait prêter quelque allusion, non sans affadir, au passage, les personnages féneloniens pour faire de Pygmalion un personnage essentiellement  inconséquent, et d’Astarbé une femme tendre, au lieu d’un monstre. Néanmoins, enfin représentée en avril 1758, Astarbé sera bien accueillie.
La même année, il compose une imitation de l’épître en vers Eloisa to Abelard du plus grand poète anglais du début du XVIIIe siècle, Alexander Pope. Le grand succès de cette traduction libre, de 1758, qui inaugure la grande influence de ce texte en France, lui assure une célébrité immédiate. Colardeau poursuivra dans la veine des épîtres en vers sur un sujet médiéval, en donnant une nouvelle héroïde intitulée Armide à Renaud, la même année.
La création, à la Comédie-Française, en novembre 1760, de sa deuxième tragédie, Caliste, adaptée de The Fair Penitent (1703) de Nicholas Rowe, a connu grâce au talent de Mademoiselle Clairon, un certain succès avec treize représentations, mais la modernité de son sujet pour l’époque (un viol) a suscité des commentaires critiques. Il avait également entrepris une traduction en vers français de la Jérusalem délivrée du Tasse, mais il y a renoncé et en a détruit le manuscrit, après avoir appris que Watelet en avait déjà traduit plusieurs chants. Il s’essaie ensuite à une traduction de l'Énéide de Virgile à laquelle il renonce lorsqu’il est informé que l’abbé Delille travaillait de son côté à un projet identique.

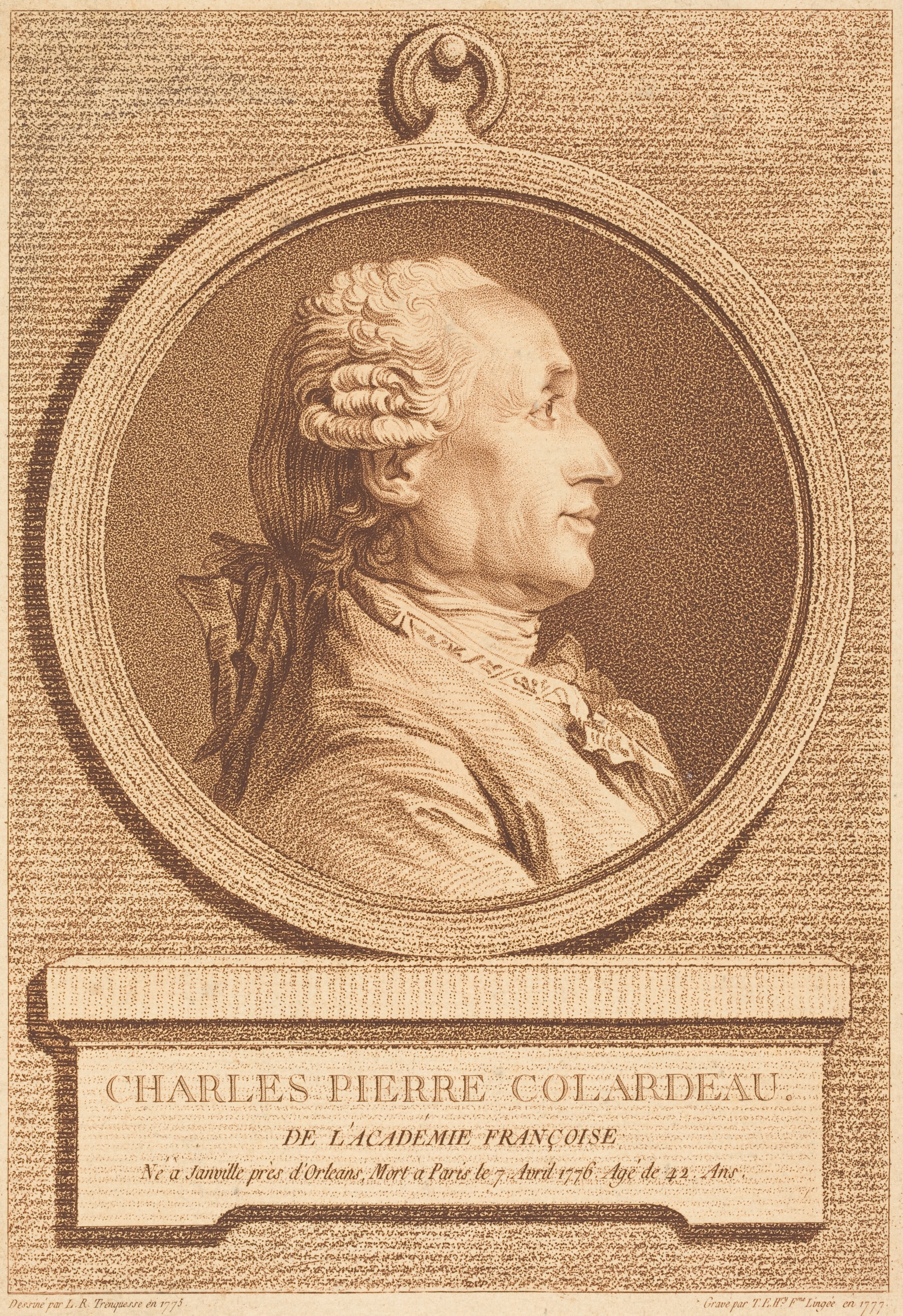
Charles-Pierre Colardeau par Thérèse-Éléonore Lingée, 1777, National Gallery of Art.

En 1762, son poème Le Patriotisme est très gouté à la Cour, et lui vaut une lettre de compliment de la part du duc de Choiseul, mais lui attire, par la même occasion, vaut une satire anonyme très plate, mais très mordante. Dans la première et unique fois où il s’est permis de répondre à ses ennemis, il l’a fait avec douceur par une lettre adressée à sa chatte, intitulée Épître à Minette. Retourné à Pithiviers en 1766, il compose une comédie en cinq actes et en vers, les Perfidies à la mode qui, bien qu’agréée par les comédiens n’a pas représentée car, inachevée lors de son agrément, il a négligé d’y travailler jusqu’en 1773, quand est venu son tour de la faire jouer. Après avoir cédé son tour au Regulus et la Feinte par Amour du chevalier Dorat, n’étant pas plus avancé, l’année suivante, il laisse passer à fa place aux Amans Généreux de Rochon, puis au Célibataire de Dorat, en 1775. Lorsqu'il a enfin terminé sa comédie, Colardeau, qui venait d'être élu à l’Académie française, s'est mis à hésiter à la faire jouer, craignant de ne pas obtenir le succès dû à un académicien, et celle-ci est restée dans les cartons:277.
En 1770, il met en vers les deux premières Nuits d’Edward Young, le poème inaugurant d’un genre sombre et mélancolique le romantisme anglais, dont la traduction française venait de paraître. Il publie, en 1772, un Temple de Gnide composé dix ans auparavant, adapté de Montesquieu, comme le poème de Nicolas-Germain Léonard paru peu de temps auparavant. En 1774, il publie son Epître à M. Duhamel de Denainvilliers sur les charmes de la campagne et un poème descriptif : Les Hommes de Prométhée qui décrit l’éveil du sentiment amoureux chez les deux premières créatures humaines.
Les Mémoires secrets de Bachaumont attribuent la mort prématurée de l’écrivain à une maladie vénérienne contractée au cours d'une relation passagère avec une « courtisanne [sic] ingrate et perfide ». Cette sirène que les Mémoires secrets désignent comme Demoiselle Verrières serait Marie Rinteau (1730-1775) dite Marie Verrières ou De Verrières. Marie et sa sœur avaient à Auteuil une maison accueillante et pourvue d'un théâtre charmant. L'idylle de Marie avec Colardeau – poète par trop désargenté –  ne fut donc qu'une trop brève parenthèse et le pauvre Charles-Pierre fut d'abord prié « de s'éloigner pour deux ans » pour faire place à un plus riche protecteur, puis définitivement renvoyé à son écritoire. La chronique des Mémoires secrets de l’année de sa mort affirme que, une fois convaincu de sa disgrâce, Charles-Pierre avait fait circuler dans Paris une « satire sanglante » où Marie est sévèrement égratignée dans une prétendue confession générale de sa vie à l’Abbesse de Saint-Cyr détaillant ses amours, ses infidélités, ses perfidies envers Colardeau.
Comme nombre de écrivains désargentés de son époque, Colardeau a vécu, pendant quelques années jusqu’à sa mort, chez une aristocrate, la marquise de Viéville, dont les Mémoires secrets nous disent qu'elle était une « femme donnant dans le bel esprit et la philosophie », ajoutant que « le bruit courait qu'elle l’avait épousé [Colardeau] ou qu’elle l’épouserait ». Il semble que la marquise se soit donnée du mal pour faire de son poète un académicien mais il ne faut pas pour autant oublier que, toujours selon Bachaumont, Colardeau avait, dans le monde des lettres, la réputation d’écrire fort peu mais d'être le meilleur versificateur de France.
Élu en janvier 1776, à l’Académie française, au fauteuil de Paul-Hippolyte de Beauvilliers, duc de Saint-Aignan, sa mort survenue trois mois plus tard, âgé seulement de 43 ans, l’empêche de prononcer son discours de réception.
Ses œuvres forment 2 volumes in-8º, 1779. fig. de Monnet. Il existe des exemplaires sur grand papier. 

## Œuvres
- Lettre d’Héloïse à Abailard, imitée de Pope, 1756.
- Astarbé, tragédie, 1758.
- Armide à Renaud, 1758.
- Caliste, tragédie, 1760.
- Le Patriotisme, 1762.
- Épître à Minette, 1762.
- Les Perfidies à la Mode, comédie, 1766.
- Les Nuits d’Young, 1770.
- Le Temple de Gnide, 1772.
- Épître à M. Duhamel de Denainvilliers, 1774.
- Les Hommes de Prométhée, 1774.
- Œuvres de Colardeau de l'Académie Française 3 t., Paris, Casin, 1793.
- Jean-François de La Harpe et Jean-François Marmontel, éds., Œuvres de Colardeau : avec sa vie par Jabineau de La Voute et son Éloge par La Harpe et Marmontel, t. 1, Paris, Ballard et Le Jay, 1779, 2 vol., portrait gravé, in-8º (OCLC 1176662077), p. xv, lire en ligne sur Gallica, lire en ligne sur Gallica.

## Iconographie
La mairie de Janville-en-Beauce, sa ville de naissance, conserve un tableau inscrit en tant que monument historique le représentant : Portrait de Charles-Pierre Colardeau, 1757,  Inscrit MH (2009).